# Stazione di Terranova Monferrato
La stazione di Terranova Monferrato era una stazione ferroviaria posta sulla linea Mortara-Asti che fino al 2003 serviva il centro abitato di Terranova, frazione del comune di Casale Monferrato.

## Storia
La stazione fu inaugurata il 12 luglio 1870 contestualmente all'apertura della ferrovia Castagnole-Asti-Mortara, il cui esercizio fu ceduto dallo Stato alla Società per le Ferrovie dell'Alta Italia (SFAI) in virtù della legge di riforma del 1865 nel frattempo intervenuta.
In base alla legge "Baccarini" del 27 aprile 1885, la concessione fu trasferita in tale anno alla Società per le Strade Ferrate del Mediterraneo, con servizi eserciti dalla Rete Mediterranea, per poi passare nel 1905 alle neocostituite Ferrovie dello Stato.
Fino al 1º maggio 1913 era denominata semplicemente «Terranova»; in tale data assunse la nuova denominazione di «Terranova Monferrato».
Nel 1988 l'impianto venne trasformato in fermata.
Passato in gestione nel 2001 a Rete Ferroviaria Italiana con il resto della linea, l'impianto fu soppresso nel 2003, assieme a quasi tutte le località della linea abilitate al servizio viaggiatori. Sette anni dopo il servizio fu interrotto tra Asti e Mortara, a causa di cedimenti strutturali della galleria presso Ozzano Monferrato, anticipando la chiusura dell'intera linea, avvenuta nel 2012.